# Houécourt
Houécourt település Franciaországban, Vosges megyében. Lakosainak száma 424 fő (2022. január 1.). Houécourt Châtenois, Dombrot-sur-Vair, Gironcourt-sur-Vraine, Morelmaison, La Neuveville-sous-Châtenois és Viocourt községekkel határos.

## Népesség
A település népességének változása:
| Lakosok száma | 431  | 435  | 449  | 440  | 441  | 441  | 437  | 428  | 424  |
|               | 2013 | 2015 | 2016 | 2017 | 2018 | 2019 | 2020 | 2021 | 2022 |